# フランツ1世 (ザクセン＝ラウエンブルク公)
フランツ1世（Franz I., 1510年 - 1581年3月19日）は、ザクセン＝ラウエンブルク公マグヌス1世とカタリーナ・フォン・ブラウンシュヴァイク＝ヴォルフェンビュッテル（1488年 - 1563年7月29日）の間の一人息子である。フランツ1世は1543年に父の跡を継いでザクセン＝ラウエンブルク公となったが、1571年に退位し、息子マグヌス2世に公位を譲った。しかし2年後に復位し、1581年にフランツ2世が跡を継いだ。

## 生涯
フランツ1世はザクセン＝ラウエンブルク公領に多額の借金を負わせ、そのために公領の大部分を債権者に質入れした。1550年、フランツ1世は影響力を行使して、隣接するラッツェブルク司教区の次期司教に7歳の息子マグヌスを選出させたが、大聖堂参事会はこれを拒否した。
多額の借金を負い、司教との良好な関係がもはや必要でなくなったフランツ1世は、1552年にラッツェブルク大聖堂を略奪した。1558年、フランツ1世はメルン近郊のビルギッタ会のマリエンヴォルデ修道院を占領し、略奪を行い破壊し、その農民に忠誠と義務を強要し、修道院の森で伐採し、その材木の海外への売却を始めた。
1571年、多額の借金を抱えたフランツ1世は退位し長男マグヌス2世に公位を譲った。マグヌス2世はスウェーデン軍司令官として、またスウェーデン王女との結婚で得た資金で質入れされた公領を取り戻すことを約束していた。しかし、マグヌス2世は償還を行わず公領を譲渡したため、マグヌス2世と父、弟フランツ2世およびモーリッツ、そして公領の等族との間で争いが勃発し、マグヌス2世の暴力的な性格により争いはさらに激化した。
1573年、フランツ1世はマグヌス2世を退位させて公位に復位したが、マグヌスは妻ソフィア・ヴァーサの故国であるスウェーデンに逃亡した。翌年、マグヌスはザクセン＝ラウエンブルクを武力で占領するために軍隊を雇った。マグヌスの弟で帝国軍に仕えた経験豊富な軍司令官フランツ2世と、当時ニーダーザクセン・クライスの大佐（Kreisobrist）であったホルシュタイン＝ゴットルプ公アドルフは、フランツ1世がマグヌスを倒すのを助けた。その見返りとして、ザクセン＝ラウエンブルクは1575年にシュタインホルストの代官領をホルシュタイン＝ゴットルプ公アドルフに譲渡しなければならなかった。フランツ2世は再び父を助け、1578年にマグヌスの2度目の軍事行動を阻止した。その後、フランツ1世はフランツ2世を実際に公領を統治する代官に任命した。
1581年、フランツ1世は亡くなる直前に、息子のブレーメン大司教ハインリヒと皇帝ルドルフ2世と協議したが、他の息子マグヌスとモーリッツとは合意が得られぬまま、最も有能と考えていた三男のフランツ2世を唯一の後継者としたが、これは長子相続の規則に反していた。しかしこれにより、公領の恒常的な借金の増加と闘っていた等族との困難な関係が解消された。

## 結婚と子女

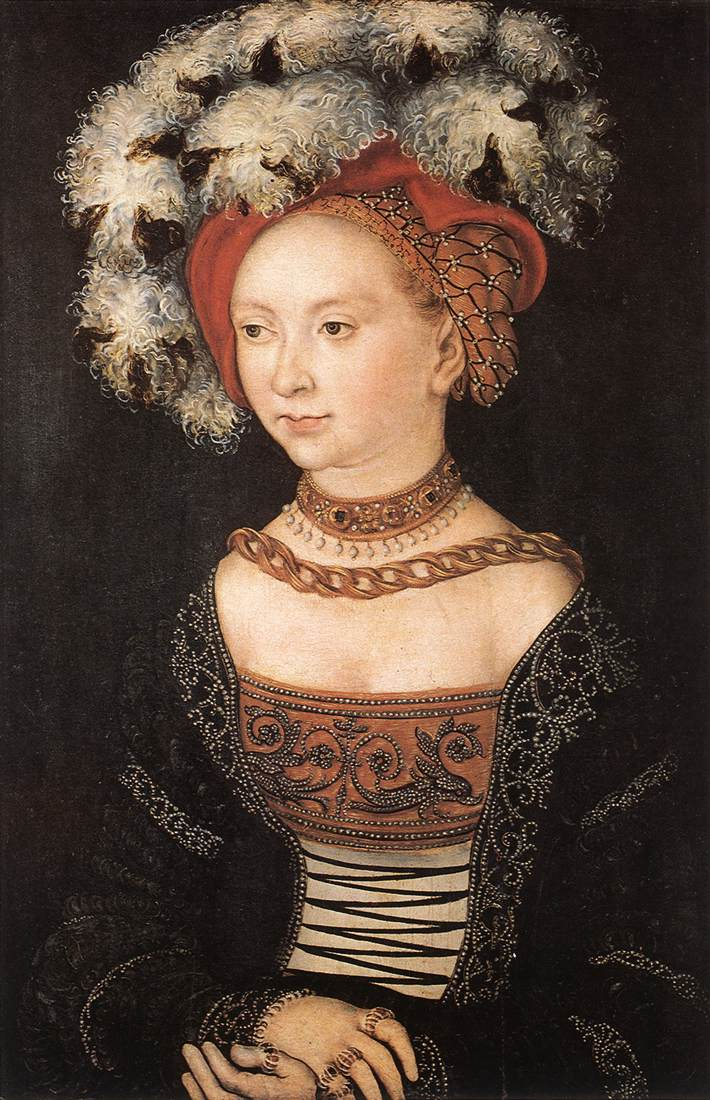
妃ジビッレ・フォン・ザクセン（1530年頃）

1540年2月8日、フランツ1世はドレスデンにおいてザクセン公ハインリヒ4世の娘ジビッレ・フォン・ザクセン（1515年5月2日 - 1592年7月18日）と結婚した。 この結婚で以下の子女が生まれた。
- アルブレヒト（1542年 - 1544年）
- ドロテア（1543年3月11日 - 1586年4月5日） - ブラウンシュヴァイク＝グルーベンハーゲン公ヴォルフガングと結婚
- マグヌス2世（1543年 - 1603年） - ザクセン＝ラウエンブルク公
- ウルズラ（1545年 - 1620年） - 1569年にブラウンシュヴァイク＝ダンネンベルク公ハインリヒと結婚
- フランツ2世（1547年 - 1619年） - ザクセン＝ラウエンブルク公
- ハインリヒ（1550年 - 1585年） - ブレーメン大司教（ハインリヒ3世、1567年 - 1585年）、オスナブリュック司教（ハインリヒ2世、1574年 - 1585年）およびパーダーボルン司教（ハインリヒ1世、1577年 - 1585年）。アンナ・フォン・ブロイヒと結婚。
- モーリッツ（1551年 - 1612年） - ザクセン＝ラウエンブルク公。1581年にカタリーナ・フォン・シュパークと結婚（1582年に離婚）
- ジドーニエ・カタリーナ（1594年没） - 1567年にチェシン公ヴァツワフ3世アダムと結婚、1586年にチェシン公国の貴族エメリヒ3世・フォルガーチと結婚
- フリードリヒ（1554年 - 1586年） - ケルンおよびブレーメン大聖堂の律修司祭

また、エルゼ・ラウテンシュタインとの間に以下の庶子をもうけた。
- フランツ・ラウテンシュタイン（1618年12月26日以降没）
- カタリーナ・ラウテンシュタイン（1565年 - 1587年） - 1579年にヨハン・グローチャンと結婚